# Ambicodamus emu
Espèce
Ambicodamus emu est une espèce d'araignées aranéomorphes de la famille des Nicodamidae.

## Distribution
Cette espèce est endémique du Queensland en Australie. Elle se rencontre a Emu Val.

## Description
Le mâle holotype mesure 5,52 mm.

## Publication originale
- Harvey, 1995 : The systematics of the spider family Nicodamidae (Araneae: Amaurobioidea). Invertebrate Taxonomy, vol. 9, no 2, p. 279-386.